# Фейзольйо
Фейзольйо (італ. Feisoglio, п'єм. Feisseu) — муніципалітет в Італії, у регіоні П'ємонт,  провінція Кунео.
Фейзольйо розташоване на відстані близько 470 км на північний захід від Рима, 70 км на південний схід від Турина, 50 км на північний схід від Кунео.
Населення — 323 особи (2014).
Щорічний фестиваль відбувається 10 серпня. Покровитель — Святий Лаврентій.

## Демографія
Населення за роками:

Станом на 1 січня 2023 року в муніципалітеті офіційно проживало 26 іноземців з 7 країн, серед них 16 громадян країн Євросоюзу та 1 громадянин України.

## Сусідні муніципалітети
- Боссоласко
- Черретто-Ланге
- Краванцана
- Горценьйо
- Левіче
- Нієлла-Бельбо
- Серравалле-Ланге
- Торре-Борміда